# 海芝浦站
海芝浦站（日语：／ Umi-shibaura eki */?）是一個位於神奈川縣橫濱市鶴見區末廣町二丁目，屬於東日本旅客鐵道（JR東日本）鶴見線（海芝浦支線）的鐵路車站。海芝浦支線的終點站。JR的特定都區市內制度下視為「橫濱市內」車站。車站編號是JI 52。有「不能下車的站」之稱。

## 車站構造
1邊1線的單式月台，終點側端設有入閘口，亦裝有簡化版的Suica驗票機。月台是面對著海（京濱運河），是少有的車站。
月台設有上蓋。

### 月台配置
| 路線   | 目的地         |
| ------ | -------------- |
| 鶴見線 | 國道、鶴見方向 |

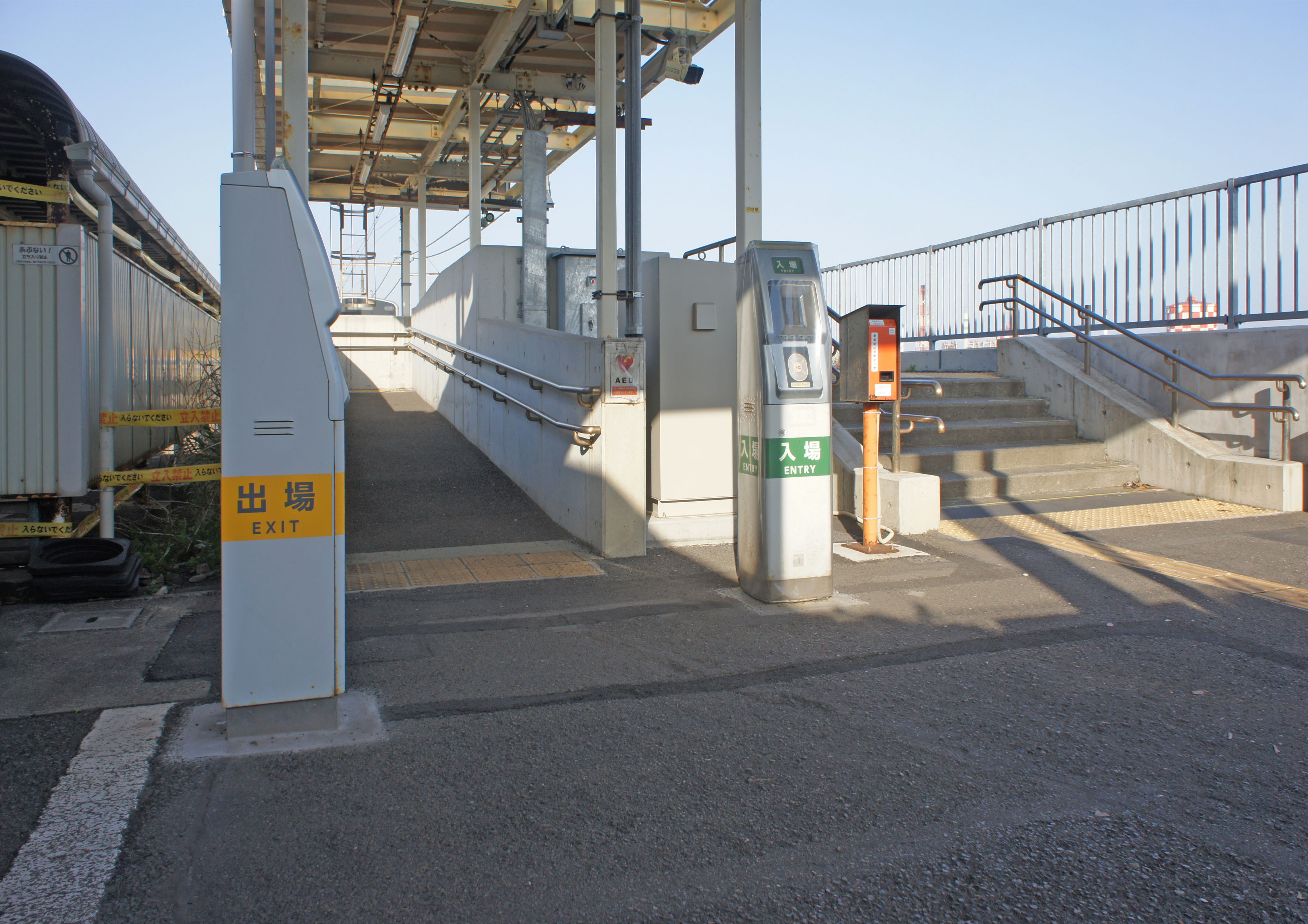
驗票口(2022年4月)
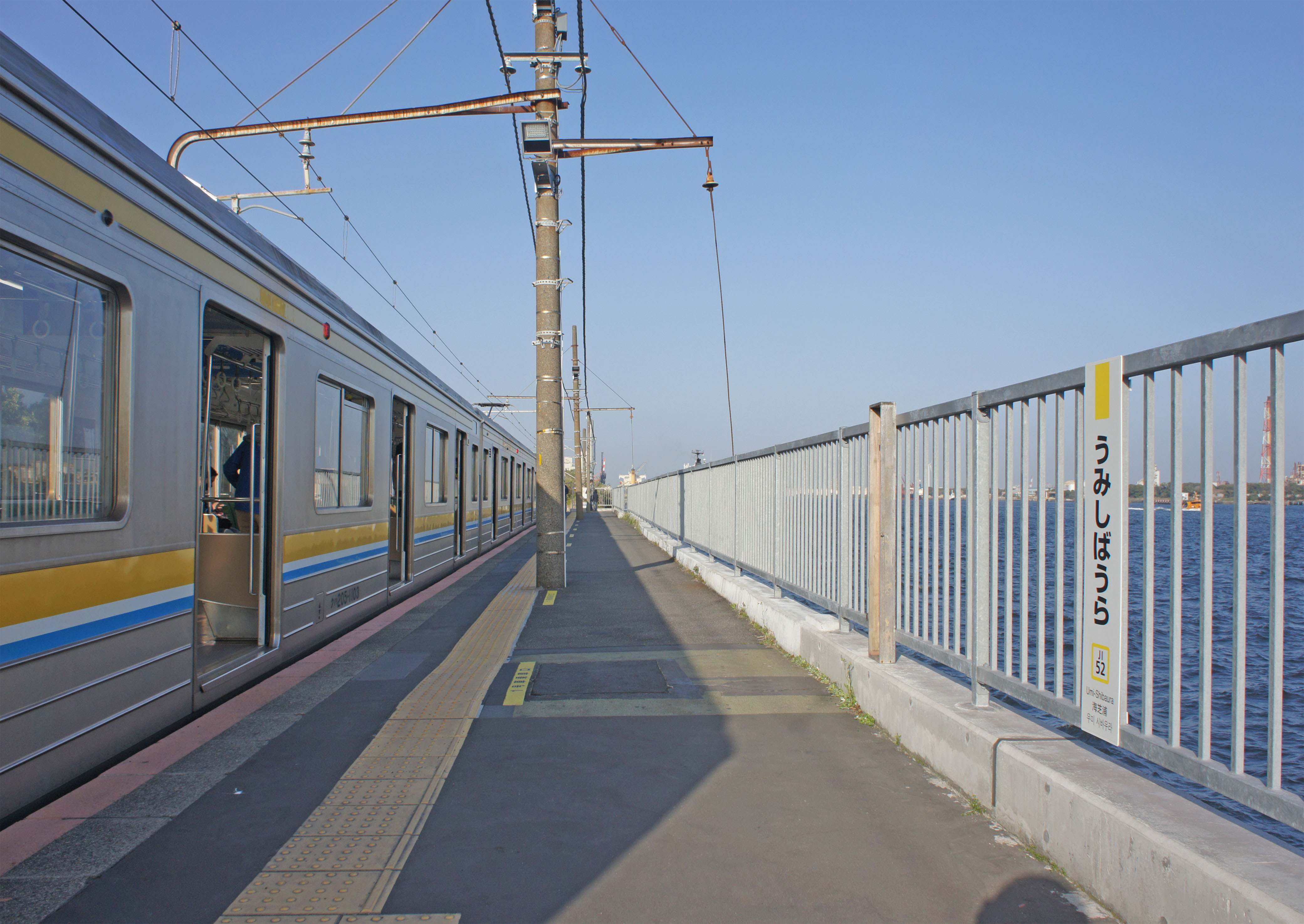
月台(2022年4月)
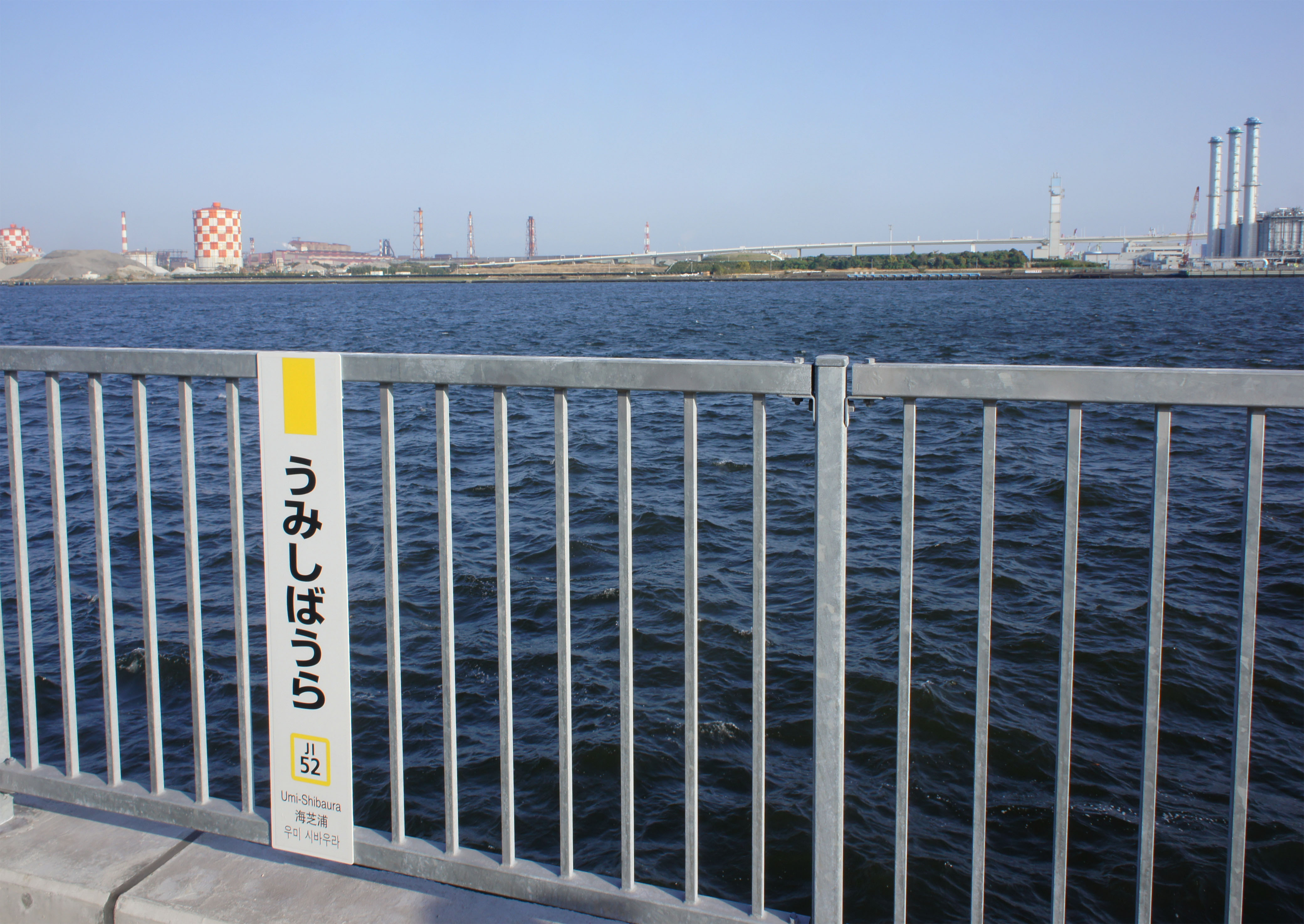
鄰近月台的京濱運河(2022年4月)

## 車站周邊
車站位於東芝京濱事業所，車站出口同時亦是工場的進出口，東芝公司派有警衛駐守，只限東芝員工及與東芝有商業上來往和洽公的人進入。因此，海芝浦站有「不能下車的站」之稱。
但由於車站設有車票回收箱及Suica讀卡機，因此在形式上是可以下車。於2016年9月30日之前曾有裝設自動售票機，在拆除自動售票機之後，若沒有使用Suica，且沒有事先購買回程車票的乘客，需在搭乘回程列車前，於車站所裝設的起程站證明書列印機抽取一張起程站證明，以在到站後補票。
雖然非東芝員工不能進入東芝事業所，但仍有不少乘客會為觀賞該站的海景而到訪，近年東芝在車站月台與出入口之間建設了一個小型公園，名為「海芝公園」，並設有售賣果汁的自動販賣機。公園可清楚地欣賞鶴見翼橋的景色。

## 使用情況
2008年度的1日平均上車人次為3,250人。因為無人站，2009年度以後不再發表上車人次。
近年的1日平均上車人次推移如下表。
| 年度               | 1日平均 上車人次 | 來源     |
| ------------------ | ---------------- | -------- |
| 1991年（平成03年） | 4,167            |          |
| 1992年（平成04年） | 4,334            |          |
| 1993年（平成05年） | 4,597            |          |
| 1994年（平成06年） | 4,585            |          |
| 1995年（平成07年） | 4,469            |          |
| 1996年（平成08年） | 4,252            |          |
| 1997年（平成09年） | 4,049            |          |
| 1998年（平成10年） | 3,936            | [ * 1 ]  |
| 1999年（平成11年） | 3,676            | [ * 2 ]  |
| 2000年（平成12年） | 3,451            | [ * 2 ]  |
| 2001年（平成13年） | 3,285            | [ * 3 ]  |
| 2002年（平成14年） | 2,670            | [ * 4 ]  |
| 2003年（平成15年） | 2,562            | [ * 5 ]  |
| 2004年（平成16年） | 2,827            | [ * 6 ]  |
| 2005年（平成17年） | 2,905            | [ * 7 ]  |
| 2006年（平成18年） | 2,951            | [ * 8 ]  |
| 2007年（平成19年） | 3,094            | [ * 9 ]  |
| 2008年（平成20年） | 3,250            | [ * 10 ] |

## 歷史

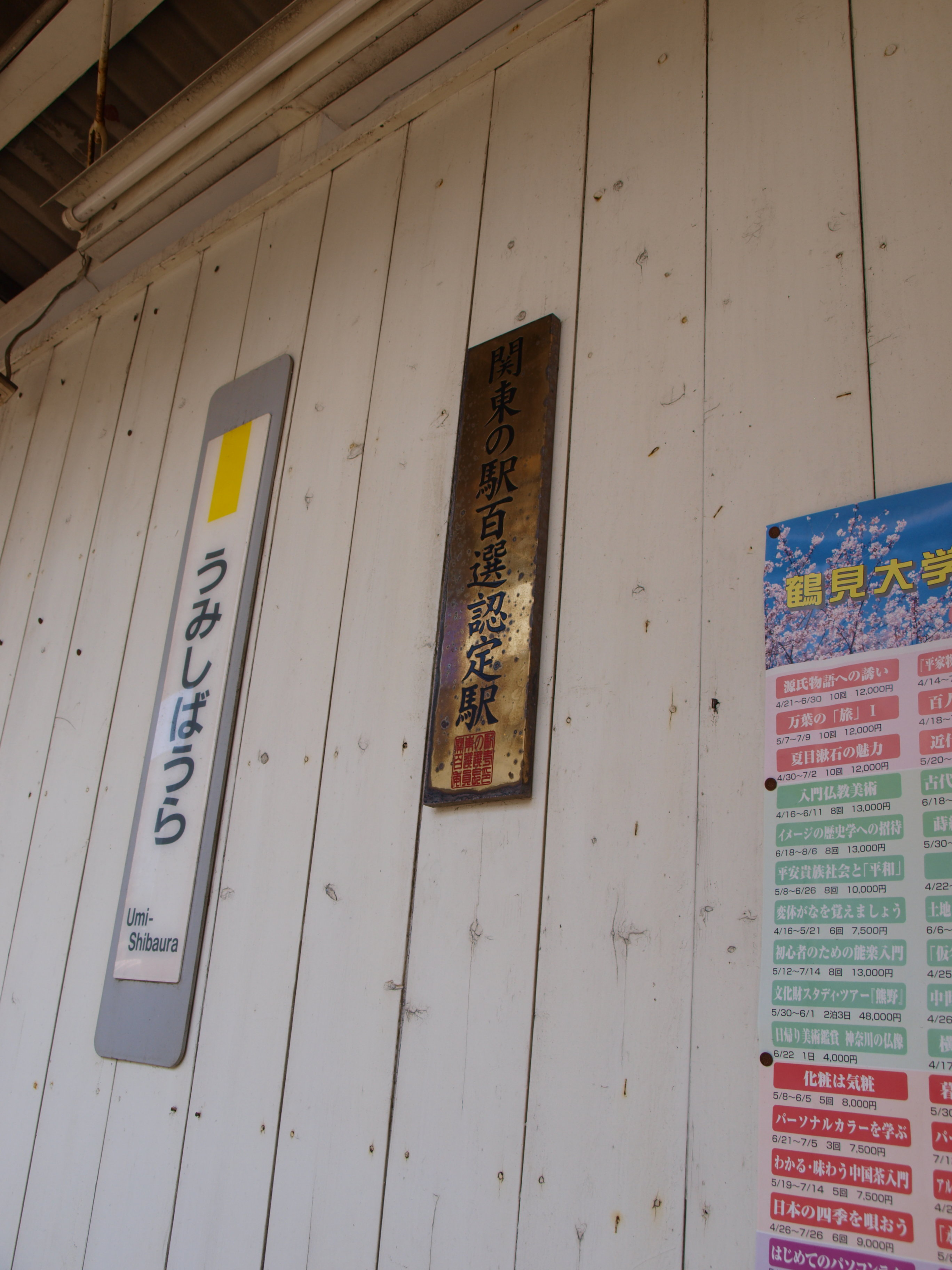
「關東車站百選」獲選銘板

- 1940年11月1日 - 以鶴見臨港鐵道的車站為名開業（開始提供載客服務）
- 1943年7月1日 - 鶴見臨港鐵道國有化，成為國鐵鶴見線的一個車站
- 1971年3月1日 - 成為無人操作車站，只保留自動賣票機。
- 1987年4月1日 - 國鐵民營化，成為東日本旅客鐵道的車站。海芝浦站名的由來，是由東芝前身的「芝浦製作所」，以及車站面對著海的原因而成。
- 2000年 - 成為「關東車站百選」其中一個車站。獲選原因是「近觀鶴見翼橋，遠眺的橫濱海灣大橋。這裡是最靠近上述無敵海景的車站。」
- 2002年3月22日 - 可使用西瓜卡「Suica」進出車站。
- 2016年9月30日 - 此車站終止自動賣票機與IC卡儲值服務。

## 其他

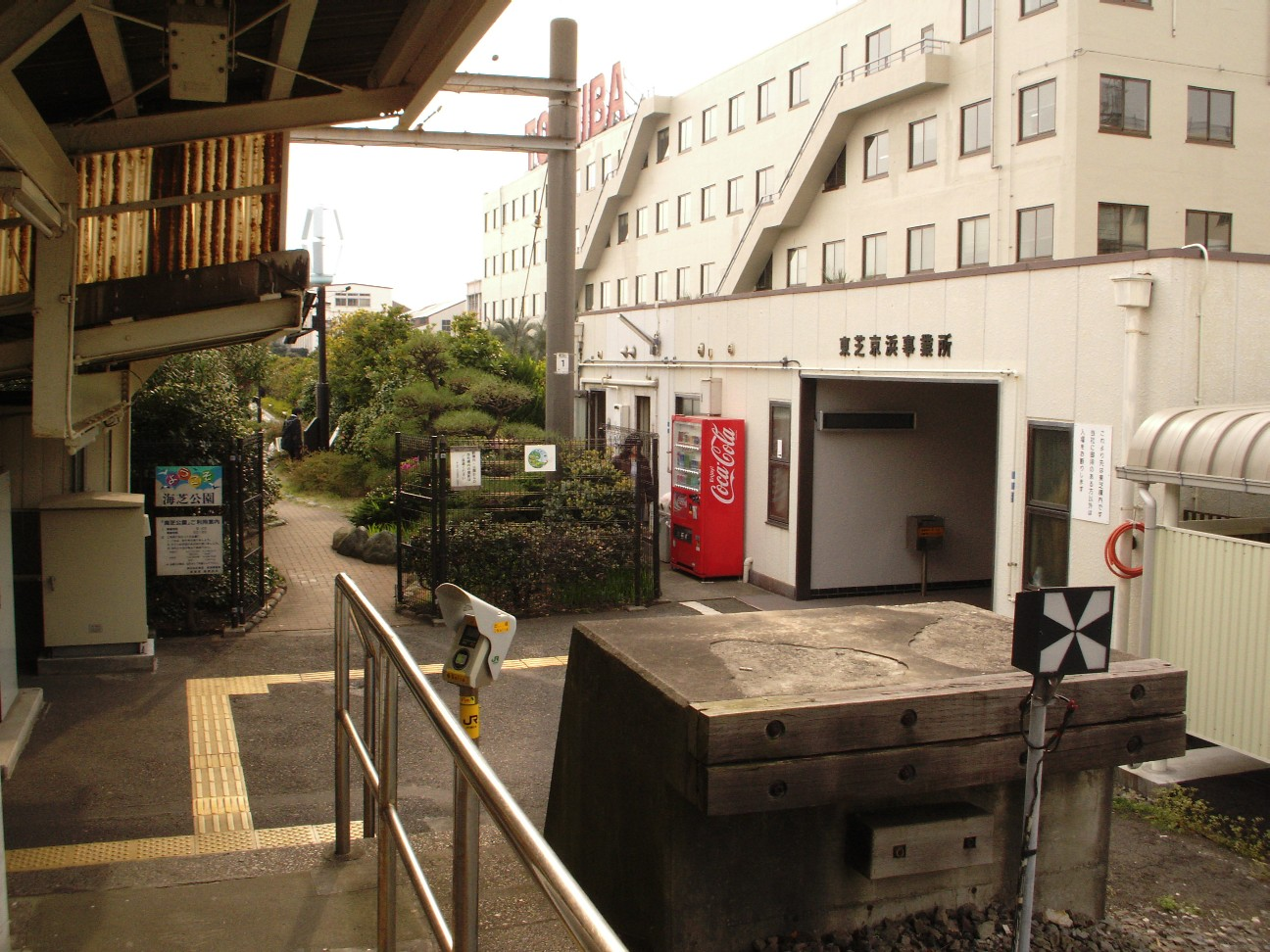
海芝公園的入口

- 由新芝浦站至海芝浦站一段路屬於東芝的私有土地，JR需要向東芝付借用費。
- 富士電視台的節目及NHK的節目亦有介紹本車站（節目有提及不能進入東芝工場）。
- 由於月台設於海邊關係，有不少人會前往垂釣。
- 另外，亦有多本文學作品以海芝浦站為題，及以海芝浦站為背景的情節。
- 位於滋賀縣彥根市的近江鐵道多賀線螢幕車站（スクリーン駅），也是設於企業用地內、供員工通勤所設的車站。

## 相鄰車站
東日本旅客鐵道（JR東日本）
 鶴見線（海芝浦支線）
新芝浦（JI 51）－海芝浦（JI 52）